# Teerathep Winothai
Teerathep Winothai (16 februari 1985), bijgenaamd Leesaw, is een Thaise profvoetballer.
Hij is een middenvelder/aanvaller die de afgelopen jaren voor Tero Sasana FC uitkwam in zijn thuisland. Daarvoor heeft hij gedurende 4 jaar in Engeland gespeeld. Hij maakte op 17-jarige leeftijd deel uit van het jeugdteam van Crystal Palace. Twee jaar later maakte hij de overstap naar Everton FC. Daar bleef hij één seizoen, alvorens terug te keren naar Thailand in 2006. Bij Tero Sasana scoorde hij in zijn laatste seizoen (2008) 12 goals en werd hij verkozen tot aanvaller van het jaar.
De internationale carrière begon op vroege leeftijd. In 1999 maakte hij deel uit van de Thaise selectie op het Wereldkampioenschap voetbal onder 17 in Nieuw-Zeeland. Zes jaar later deed hij mee aan de Zuidoost-Aziatische Spelen. In de finale van het voetbaltornooi, tegen Vietnam, maakte hij een hattrick, daardoor veroverde Thailand voor de zevende keer op rij de gouden medaille.
Tijdens de zomer van 2008 besloot de spits opnieuw in het buitenland te gaan voetballen. In juni tekende hij een contract bij de Belgische tweedeklasser Lierse SK. De eigenlijke transfer vindt wel pas plaats tijdens de winterstop in januari. De Thaise competitie loopt namelijk van februari tot oktober en men is overeengekomen dat Winothai het seizoen in Thailand afmaakt.
Anno 2012 speelt Winothai voor de Thaise topclub Bangkok Glass FC.

## Palmares
- Aanvaller van het jaar 2008 bij BEC Tero Sasana FC.
- T&T Cup: 2008

## Statistieken
| seizoen    | club              | land     | competitie     | wed. | goals |
| ---------- | ----------------- | -------- | -------------- | ---- | ----- |
| 2007       | BEC Tero Sasana   | Thailand | Premier League | 34   | 18    |
| 2008       | BEC Tero Sasana   | Thailand | Premier League | 31   | 12    |
| 2008/09    | K. Lierse SK      | België   | Exqi League    | 10   | 1     |
| 2009/..    | K. Lierse SK      | België   | Exqi League    | -    | -     |
| 2009       | Muangthong United | Thailand | Premier League | 23   | 4     |
| 2010       | BEC Tero Sasana   | Thailand | Premier League | 2    | 2     |
| Bijgewerkt | 05-07-09          |          |                |      |       |